# 테오도어 보베리

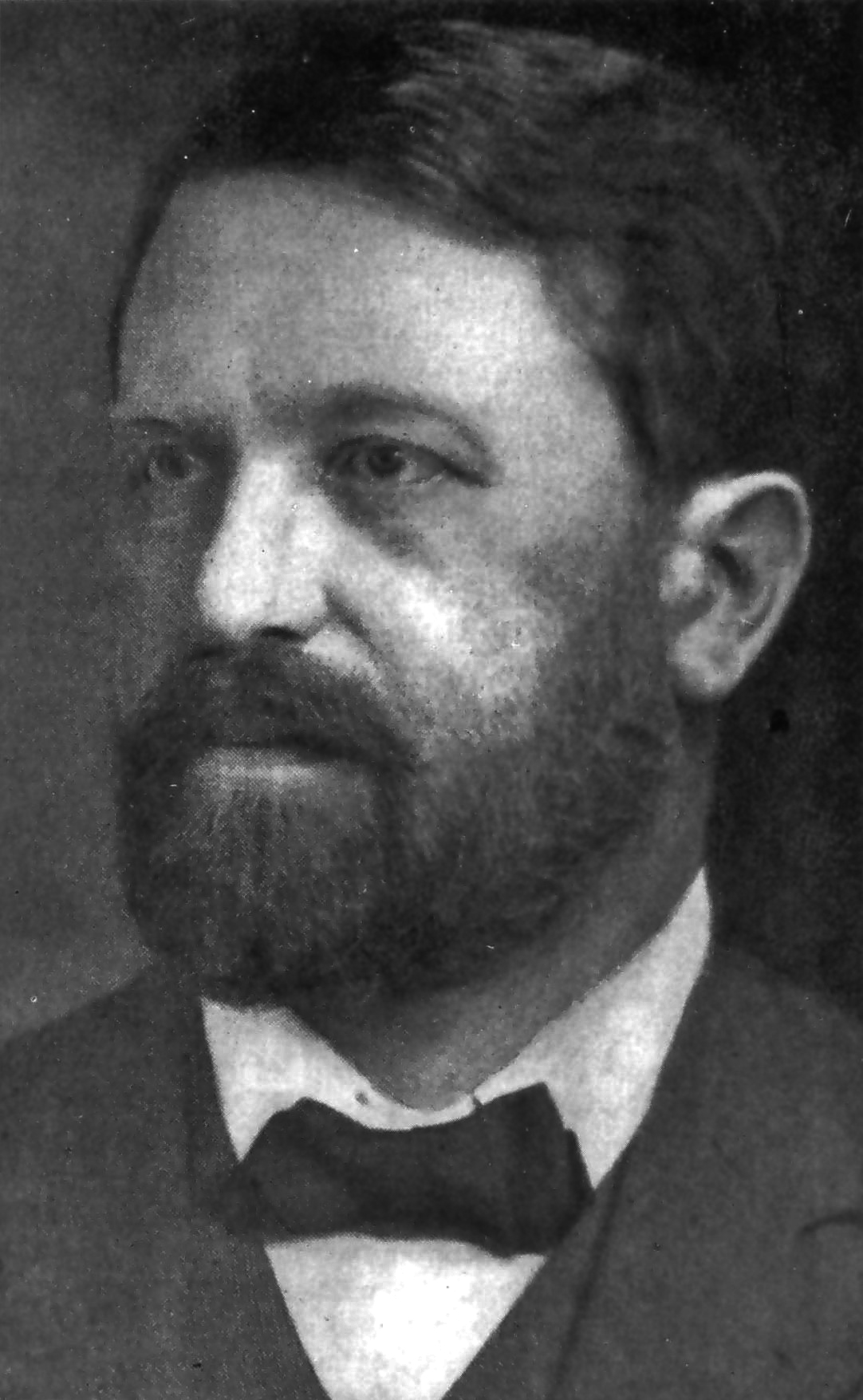

테오도어 보베리(Theodor Boveri, 1862-1915)는 독일의 동물학자이다. 성게의 난자를 대상으로 핵의 중요성을 밝혀낸 실험을 했으며, 중심체라는 용어를 최초로 도입했다. 중심체는 1876년 베네당이 처음으로 발견한 세포 속에 있는 작은 기관인데, 다음해에 보베리는 베네당과 함께 중심체가 체세포분열 과정에서 사라지지 않는다는 사실을 알아냈다. 또 회충의 알을 재료로 염색체는 세포의 핵 안에 늘 존재하는 독립적인 것이며, 부모로부터 같은 수의 염색체를 받는다는 사실을 증명했다.